# جيمس بليلاك
جيمس بليلاك (بالإنجليزية: James Blaylock)‏‏ (20 سبتمبر 1950 في لونغ بيتش، كاليفورنيا - ) روائي، وكاتب، وكاتب خيال علمي من الولايات المتحدة.

## روابط خارجية
- جيمس بليلاك على موقع IMDb (الإنجليزية)